# کیم سون-هی
کیم سون-هی (انگلیسی: Kim Soon-hee؛ زادهٔ ۲۱ فوریهٔ ۱۹۷۷) وزنه‌بردار زن اهل کره جنوبی بود.